# Mizque
Mizque (Misk'i en quítxua, de misk'i, "dolç") és una petita ciutat de Bolívia, al departament de Cochabamba, situat a la vall del riu Mizque, un dels principals afluents del rio Grande.
És la capital de la província de Mizque, amb una població de 40.702 habitants, segons el cens del 2001.

## Ubicació
Es troba a la província de Mizque, més concretament al departament de Cochabamba, a uns 158 km per carretera de la ciutat de Cochabamba. La ciutat està edficada sobre els dos mil metres d'alçada per sobre del nivell del mar (nivell de la plaça principal).

## Història
Mizque fou fundada el 19 de setembre del 1603 per Francisco d'Alfaro i va servir com a seu del bisbat de la Província de Santa Cruz de la Sierra fins al 1767. Aquesta importància es reflectia en l'edificació de set convents, un hospital (Sant Joan de Déu) i l'església matriu. Ja en aquesta època van existir importants viticultors que produïen vins d'alta qualitat, comercialitzats a Potosí i Chuquisaca (dos centres miners). Per ordre del rei Felip III, aquestes plantacions es van cremar perquè el seu vins competien amb els d'Espanya. Altres indústries importants durant el període colonial van ser la fabricació de tocuyos i draps de bona qualitat. Al segle xvii la població va arribar a superar als 15.000 habitants.
Situada a l'Alt Perú, la vila va ser un Corregimient de Santa Creu de la Serra fins al 1783, any en què va passar a dependre de la Intendència de Cochabamba, ja com a part del Virregnat del Riu de la Plata. Mizque va ser en aquella època, la ciutat més important després de la Plata (Sucre). Se la va anomenar "la ciutat dels 500 para-sols", fent al·lusió als para-sols usats per les senyores de la noblesa com a senyal de distinció.
Durant la Guerra d'Independència, Mizque va enviar un diputat al Congrés de Tucumán, Pedro Ignacio Rivera (prèviament havia fet el mateix davant del Congrés General Constituent del 1813), que va declarar la Independència de les Províncies Unides al 1816. També, com a part de Cochabamba, va tenir un representant a l'Assemblea General dels Diputats de les Províncies de l'Alt Perú, que va declarar la Independència de Bolívia al 1825.
El mateix any, Simón Bolívar el "Libertador" (sobrenom amb què va ser conegut), recorrent l'Alt Perú va passar per la vila en direcció a la Ciutat de La Plata (l'actual Sucre). En aquella ocasió va travessar el riu Kuri creuant el pont que avui dia es coneix com "de los Libertadores".

## Festes de Mizque

### Festa Patronal del Senyor de Burgos
El Senyor de Burgos és la festa gran de Mizque i s'inicia el dia 8 de setembre amb la missa de la Verge de les Mercès.
Les celebracions són del 13 al 15 de setembre i compten amb la presència dels comunaris de Rakay Pampa. Al vespre del dia 13 comença la festa pròpiament i segueix fins a la nit amb focs artificials, càntics religiosos, amb la música tradicional dels comunitaris de Rakay Pampa i els habitants de la Vall de Mizque.
El dia 14 continua amb la missa de la festa i la processó del Senyor de Burgos (amb bandes de músics). A la fira, es venen artesanies musicals com el k'ullu, el charango d'Aiquile, l'alteny, la taula charango de Rakay Pampa, i altres instruments de vent.
A partir del dia 18, es realitzen altres activitats tradicionals a la Plaça principal anomenada "de la Independència". En el comiat de la festa (la Cacharpaya), els comuners ballen amb banderes blanques o wiphalas davant de l'església, demanant benediccions i el miracle que vinguin dies millors.
El plat tradicional d'aquesta festa és el uchuku mizqueño.

### Altres festes
El Carnestoltes, és un dels atractius mes típics de la Vall de Mizque, ja que es realitza sempre conservant les tradicions. S'inicia el diumenge amb una festa de disfresses durant la qual els "bafles" (comparses) s'ocupen de nombrar tots els fets que van tenir lloc al poble. El dimarts de carnestoltes, les famílies amb difunts preparen una tauleta (misachico), amb tota classe de masses, típiques de carnestoltes.
Per Setmana Santa, i el Dissabte Sant se celebra la Fira de la Fruita.
El 23 de juny és celebra a Molinero la Fira Anual de la Barata (anomenat ch'alacu). La gent arriba durant la nit amb els seus encenedors de querosè i veles, carregats amb paquets que contenen productes de les seves terres ja siguin de les muntanyes o de les valls. La moneda de canvi és el plat de fang, una tutuma o un barret. Al vespre del mateix dia, els camperols baixen dels turons i/o pugen de les valls amb les seves veles. Durant la matinada la gent va retirant cap als seus pobles.
La festivitat de la Verge del Rosari se celebra el 7 d'octubre, en honor de la patrona de la veïna vall de Tintín. La festa té una participació massiva de les comunitats de la regió. Després de la missa, inicien la Correguda de toros.

## Turisme

### Atractius turístics
- Museu d'Arqueologia i Antropologia a l'Alcaldia de Mizque. Compta amb restes preinques (fins al 1200 a. C.) i inques; ceràmiques, eines, armes, símbols religiosos, i vestimentes de l'època.
- "Puente de los Libertadores" a Kuri, al camí Cochabamba-Mizque.
- Riu Mizque (activitat gairebé obligatòria durant la festa de Pasqua), amb opcions de nedar a prop del pont al camí de Aiquile.
- Església de Mizque (destruïda per un terratrèmol l'any 1998; es va reconstruir al 2002; En algunes ocasions es pot pujar a la torre des d'on es veu tota la vall.

### Atraccions arqueològiques
Mizque disposa d'uns 27 jaciments inques, incloent-hi fortaleses i tambos. Els principals són:
- Lakha tambo de Mizque, a prop de l'antiga estació de trens al costat sud del riu.
- Fortalesa inca a uns 6 km de la ciutat, direcció al riu.
- Les roques de Uchama (Inca Wasi) amb un mapa estel·lar i figures d'animals.
- Ruïnes inques com La Pucarita - camí a Tintín, amb una porta de pedra que encara és conserva.

### Atraccions folklòriques
Una atracció especial de la regió són els rituals dels comuners de Rakay Pampa, hereus d'antigues tradicions vinculades al culte de la Pacha Mama.
Mereix una menció la vestimenta dels indígenes; Els homes usen una camisa blanca, de tocuyo, armilla negra brodada i pantalons de llana d'ovella, també amb figures brodades. Les dones adornen la seva roba amb unes característiques similars. Homes i dones porten barrets de pell d'ovella, adornats amb cintillos de colors, i miralls que representen la convivència de l'home i la dona al voltant de la natura, en un context eròtic.

## Menjar
El plat típic tradicional és el Uchucu Mizqueño que es prepara per tots sants i en dates especials com a festes, matrimonis i aniversaris.
Mizque és famosa per les seves xirimoies, les seves pacayas, la seva mel aromàtica, els seus formatges i els seus préssecs. També és destacable el raïm local.

## Nascuts a Mizque
- Pedro Ignacio de Rivera, advocat i polític, títulat a la Universitat de Charcas, protagonista de les lluites per la independència del llavors Virregnat del Riu de la Plata i diputat al Congrés de Tucumán.
- Inés de Taboada, afillada de Mizque, de família noble i lluitadora incansable pel bé del poble i el país.
- Teófilo Navia Rojas, militar retirat, director i professor de l'escola "Eufronio Viscarra". Fundador de diverses escoles entre les quals una d'elles porta el seu nom.
- Rubén Morales, alcalde de Mizque.
- René Mendoza, va ser professor i director del col·legi Pedro Ignacio de Rivera, historiador, actualment jubilat i viu al poble, inventor del plat "chambuco a la pantonesa".
- José Soto, professor en diferents escoles a Mizque i actualment jubilat.
- Oscar Navia García, aviador militar, cofundador d'escoles i col·legis de Mizque juntament amb el seu pare, durant la seva vida va treballar de professor interí.
- Dulfredo Torrico Butrón, mecànic d'aviació i sindicalista, a l'empresa aèria LAB, president i fundador de la Cooperativa d'Electrificació Rural Mizque.
- Casimira Rodríguez Romero, sindicalista i primera ministra quechua de Bolívia.